# Rocky Mound (Teksas)
Rocky Mound je gradić u američkoj saveznoj državi Teksas. Prema popisu stanovništva iz 2010. u njemu je živjelo 75 stanovnika.